# Hetaerina westfalli
Hetaerina westfalli – gatunek ważki z rodziny świteziankowatych (Calopterygidae). Występuje na terenie Ameryki Południowej.